# هیوه (یمن)
 هیوه روستایی است در (بلا قیقة) ، دهستانی است در عزلهٔ (الطیور) ، در شمال غربی حجة ، از توابع استان مأرب در کشور یمن در شبه جزیره عربستان است. 

## جمعیت
جمعیت آن ( ۸۱۶۳ ) نفر (۸۰ خانوار) می‌باشد.